# Oxygyne
Oxygyne là một chi thực vật thuộc họ Thismiaceae. Chi này có các loài sau (tuy nhiên danh sách này có thể chưa đủ):
- Oxygyne triandra, Schlechter